# 에두아르트 베른슈타인
에두아르트 베른슈타인(Eduard Bernstein, 1850년 1월 6일~1932년 12월 18일)은 독일 사회민주당(이하 SPD) 당원으로 수정주의적 마르크스주의를 발전시킨 사회민주주의의 이론적 창시자이다.

## 생애

### 어린 시절
1850년 1월 6일 베를린에서 야코프 베른슈타인의 일곱째 자녀로 태어났다. 베른슈타인 가문은 유대인이었지만 유대교 신앙에 냉담했으며, 집안 내에서 크리스마스를 지내는 등 독일인 사회에 많이 동화되어 있었다. 아버지 야코프는 본래 배관공으로 일하다가 철도 기관사로 직업을 바꿨지만 수입이 많지 않았으며, 에두아르트는 그 때문에 좋은 성적에도 불구하고 김나지움을 중퇴해야만 했다. 16살부터 베를린에 위치한 은행의 수습사원으로 사회 생활을 시작했으며, 1869년 수습 경력을 마치자 베를린의 다른 은행에서 정식 직원으로 채용되었다. 이후 정치적인 이유로 망명을 떠나기 전까지 이 은행에서 계속 근무를 이어나갔다.

### 말년
1932년 12월 18일 베를린에서 사망했다.

## 경력

### 망명
1872년 아이제나하파의 당원이 된다. 1875년 아우구스트 베벨, 빌헬름 리프크네히트 등과 함께 아이제나하파와 라살파의 결합을 결정한 고타 전당 대회를 준비하였다.
1878년 비스마르크에 의해 사회주의자 탄압법이 제정되자 스위스의 취리히로 망명하여 사회민주당의 후원자인 카를 헤히베르크의 비서가 되었다. 1888년 프로이센의 압력을 받은 스위스 정부로부터 국외 퇴거 명령을 받고 다시 런던으로 망명하였다. 이즈음 마찬가지로 런던으로 망명한 프리드리히 엥겔스에 접근하였다.

### 영국에서의 사회민주주의 활동
1880년에서 1890년까지 SPD의 비합법 기관지 《사회민주주의자》(독일어: Sozialdemokrat)를 발행하였다. 1891년에는 에르푸르트 강령의 기초자의 일인이 되었다. 프리드리히 엥겔스의 사후 1896년부터 1898년까지 SPD 내부의 수정주의 논쟁에 이어지는 〈사회주의의 문제〉(독일어: Probleme des Sozialismus라는 일련의 논문을 발표하여 마르크스주의를 비판하였다. 1899년에는 《사회주의를 위한 전제들과 사회민주주의의 임무》(독일어: Die Vorraussetzungen des Sozialismus und die Aufgaben der Sozialdemokratie)를 발표하였다. 이에 대하여 로자 룩셈부르크는 1900년 《사회 개혁이냐 혁명이냐》(독일어: Sozialreform oder Revolution)를 발표하여 격론을 펼쳤다. 아우구스트 베벨과 카를 카우츠키, 빌헬름 리프크네히트 3인과도 첨예하게 대립하였다.

### 독일에서의 사회민주주의 활동
1901년 비스마르크 시대에 만들어진 사회주의자 탄압법의 폐지에 따라 독일로 귀국하였다. 1903년 드레스덴 전당 대회에서 수정주의 부인이 결의되어 베른슈타인은 공식적으로는 패배하였으나 사회민주주의 운동에서는 강력한 지지를 얻어냈다. 1902년에서 1918년까지 제국의회 의원을 역임하였다. 1913년 사회민주당 좌파와 함께 군사력 증강법에 반대표를 던졌다. 1917년 카를 카우츠키와 함께 독립사회민주당(USPD)에 참가하여 제1차 세계 대전이 끝나 1919년 사회민주당에 복귀하였다. 1920년부터 1928년까지 바이마르 공화국 의회 의원을 역임하였다. 1921년 괴를리츠 강령 기초를 도왔다.

## 사상
베른슈타인은 정통 마르크스주의의 두 기둥인 역사 유물론과 계급투쟁을 비판하였다. 그는 자본주의로 인해서 부의 집중과 사회적 궁핍화가 점점 더 심화되는 것이 아니라, 자본주의는 점차 복잡해지고 적응력도 커지고 있다고 관찰하였다. 즉, 그는 사회주의가 필연적으로 도래할 것이라는 믿음을 가지고 있지 않았으며, 자본주의가 붕괴되어 사회주의가 출현할 것을 기다리기보다 현체제를 개혁하기 위해 노력해야한다고 주장하였다. 또한 계급투쟁의 필연성은 역사적으로 부정확할 뿐 아니라 정치적으로 사회주의자들을 쇠약하게 만들기 때문에 중간계급과 농민들은 노동자들과 공통된 이해관계를 가진 공동체를 형성하고 있다고 보았다.

## 저서
저서로는 《사회주의란 무엇인가?》가 있으며, 책세상 출판사를 통해 한국어로 번역되었다.